# Dwór w Lisówku
Dwór w Lisówku – piętrowy murowany dwór zbudowany w drugiej połowie  XVIII w., znajdujący się w miejscowości Lisówek.
W 1968 i 1987 dwór wraz z folwarkiem wpisano do rejestru zabytków.

## Historia
Powstanie dworu w Lisówku datowane jest na lata 1775–1825. W tym okresie właścicielem Skołyszyna i Lisówka był. W 1803 należał do Józefa Tabaczyńskiego, a w latach 1832–37 był własnością Józefa Wincentego hr. Wodzickiego. W 1841 córka Wodzickiego Elżbieta wniosła majątek w posagu ślubnym Prosperowi hr. Zborowskiemu. W 1868 posiadłość nabył od Zborowskiego Karol Klobassa, a w 1888 przejął jego syn Stanisław. W 1893 nabył go Żyd Czyneron i sprzedał w 1903 Mateuszowi Czyszczanowi. W 1917 folwark w Lisówku w równych częściach po 48 ha kupili Jan Hajduk i Józef Górski. W latach 20. i 30. XX w. Jan Hajduk wzorowo prowadził swe gospodarstwo. W dniu 21 lutego 1950 w majątku utworzono Rolniczą Spółdzielnię Produkcyjną. Specjalizowała się ona w produkcji zbóż i warzyw. Według stanu na 31 grudnia 1989 spółdzielnia posiadała 59 ha użytków rolnych. W 1997 dwór użytkowany był przez Jana Górskiego.

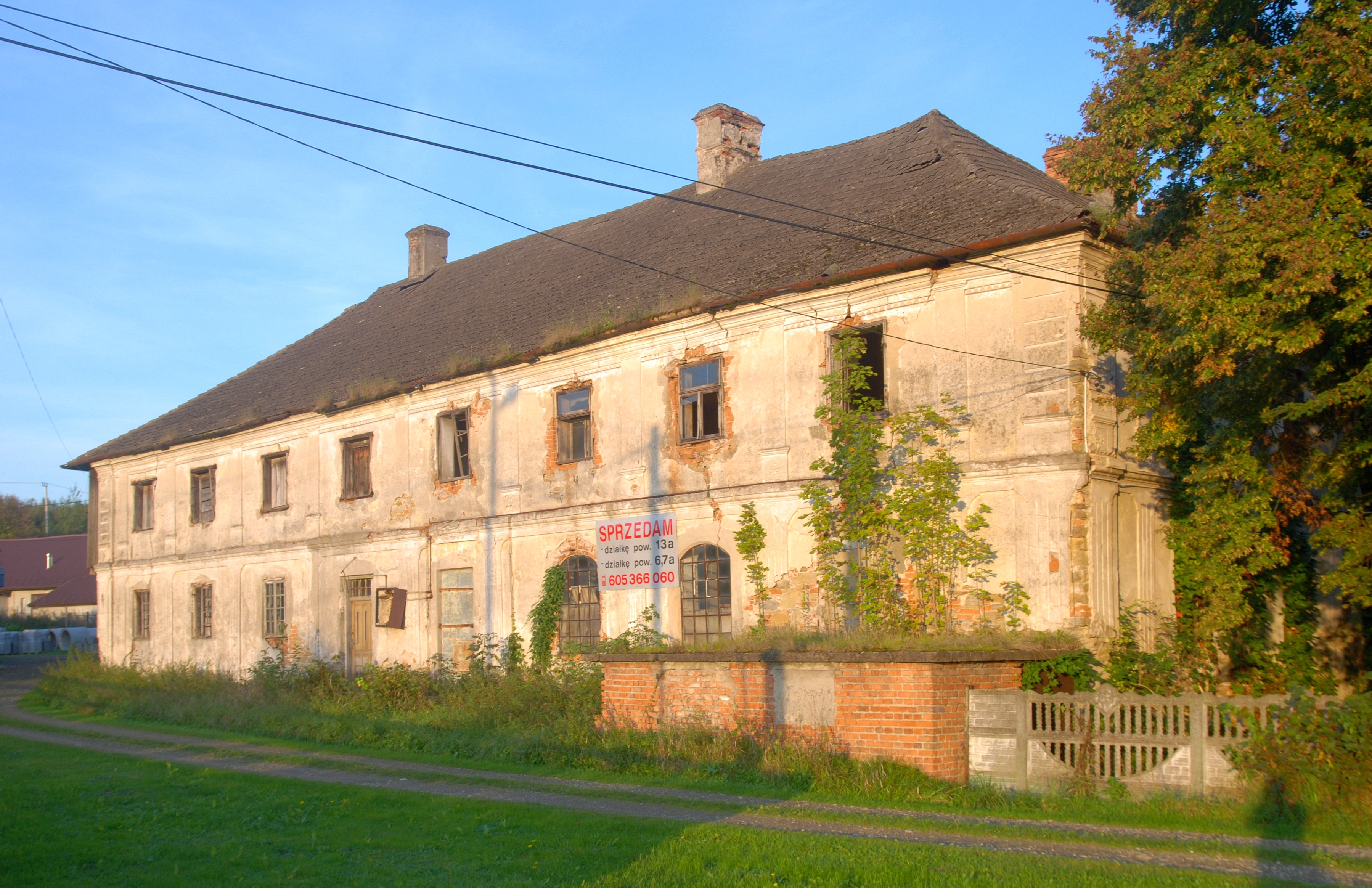
Widok od strony zachodniej
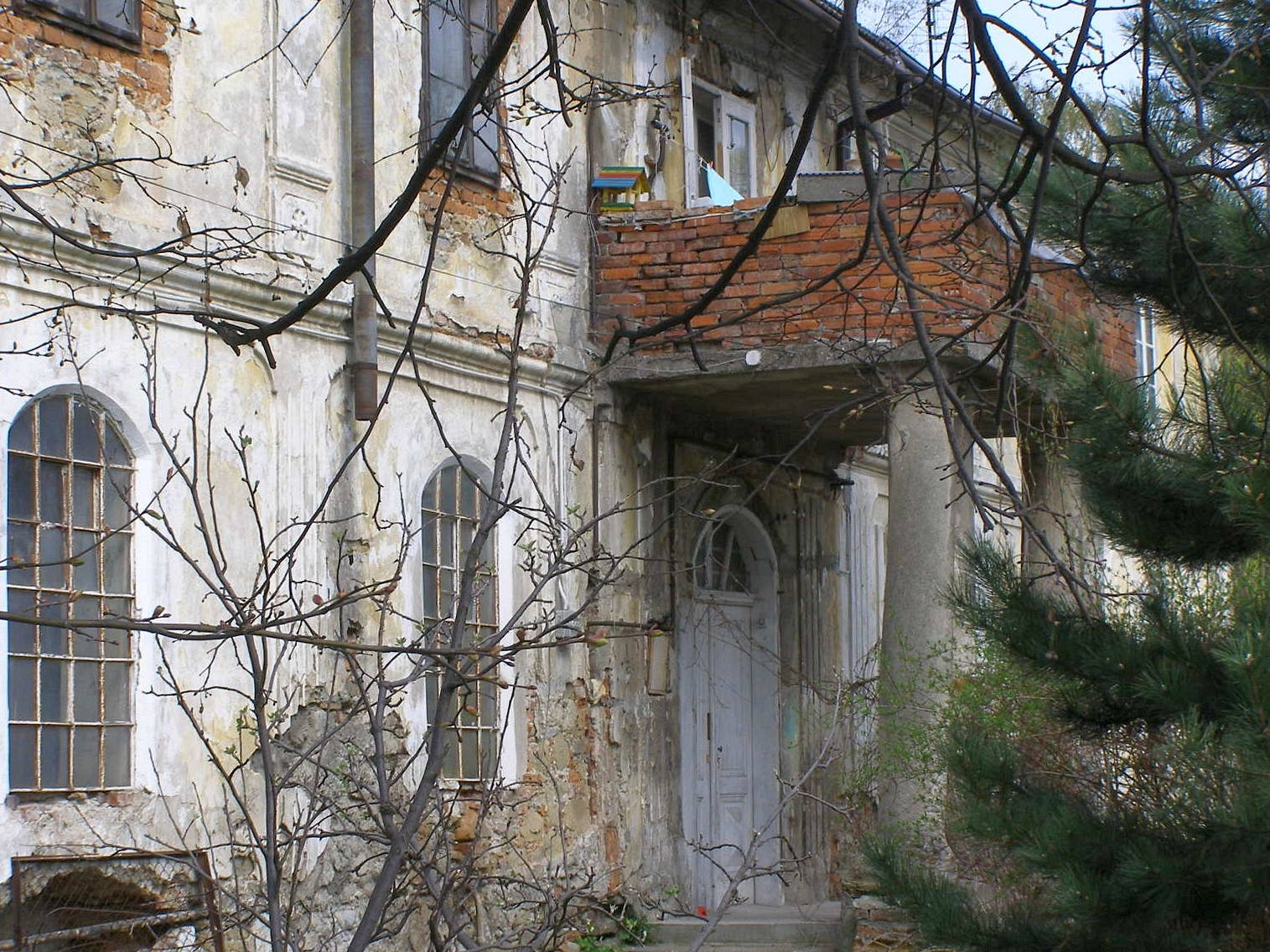
Wejście główne
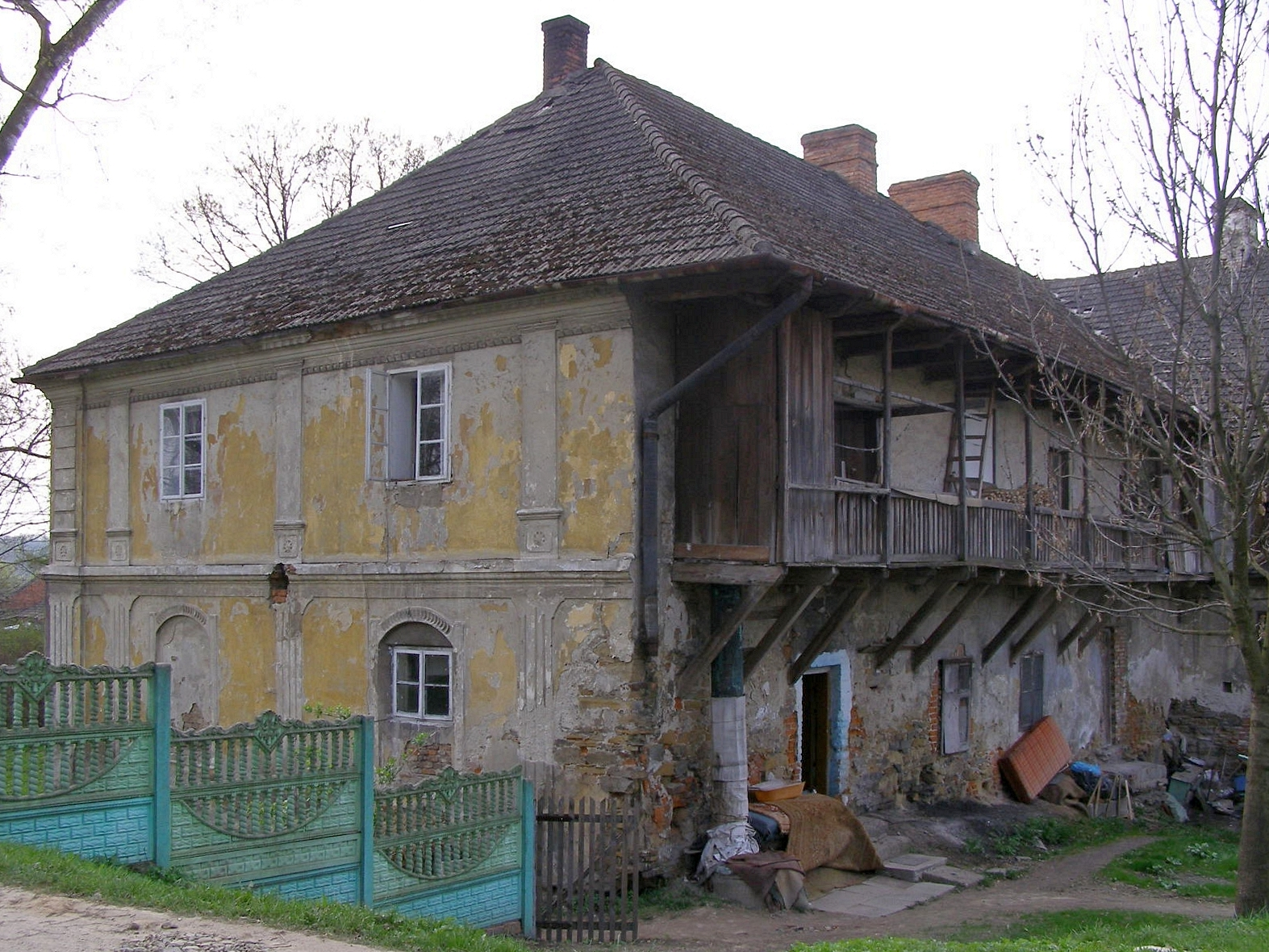
Elewacja wschodnia i północna

## Architektura
Murowany dwór zbudowano na planie litery L. Posadowiony został na obszernych piwnicach kolebkowych co stanowi pod względem architektonicznym ewenement wśród dworów podkarpackich. Być może była to adaptacja wcześniejszej budowli obronnej. Świadczą o tym nie tylko kolebkowe piwnice ale też kolebkowe sklepienia pomieszczeń mieszkalnych w skrzydle południowym, a także ukształtowanie terenu wokół obiektu. Ślady wału ziemnego i fosy zostały prawdopodobnie zaniwelowane w czasie przebudowy dworu na przełomie XVIII i XIX w., kiedy od strony zachodniej pojawiły się geometryczne ogrody warzywne. Budynek zbudowano w stylu klasycystycznym z kamienia i cegły. Nad wejściem głównym taras wsparty na podwójnych kolumnach. Ściany parteru i piętra rozczłonkowane gzymsami i pseudopilastrami. Okna prostokątne; na parterze z łukami u góry. Na piętrze hol z klatką schodową i dwoma dużymi pomieszczeniami. W skrzydle południowym sklepiona kolebkowo sala. Od tyłu piętro obiega drewniana galeryjka. Pod koniec XIX w. w części pomieszczeń dworskich funkcjonowała gorzelnia.
Z zabudowy folwarcznej w otoczeniu dworu przetrwała oficyna dworska tak zwana rządcówka z 1850, przebudowana stodoła, ruiny stajni, waląca się obora oraz charakterystyczna wieża. To dawna kiszarnia-silos. Po wschodniej stronie dworu znajduje się zapuszczony staw z parkiem, w którym starodrzew nie przetrwał do naszych czasów.

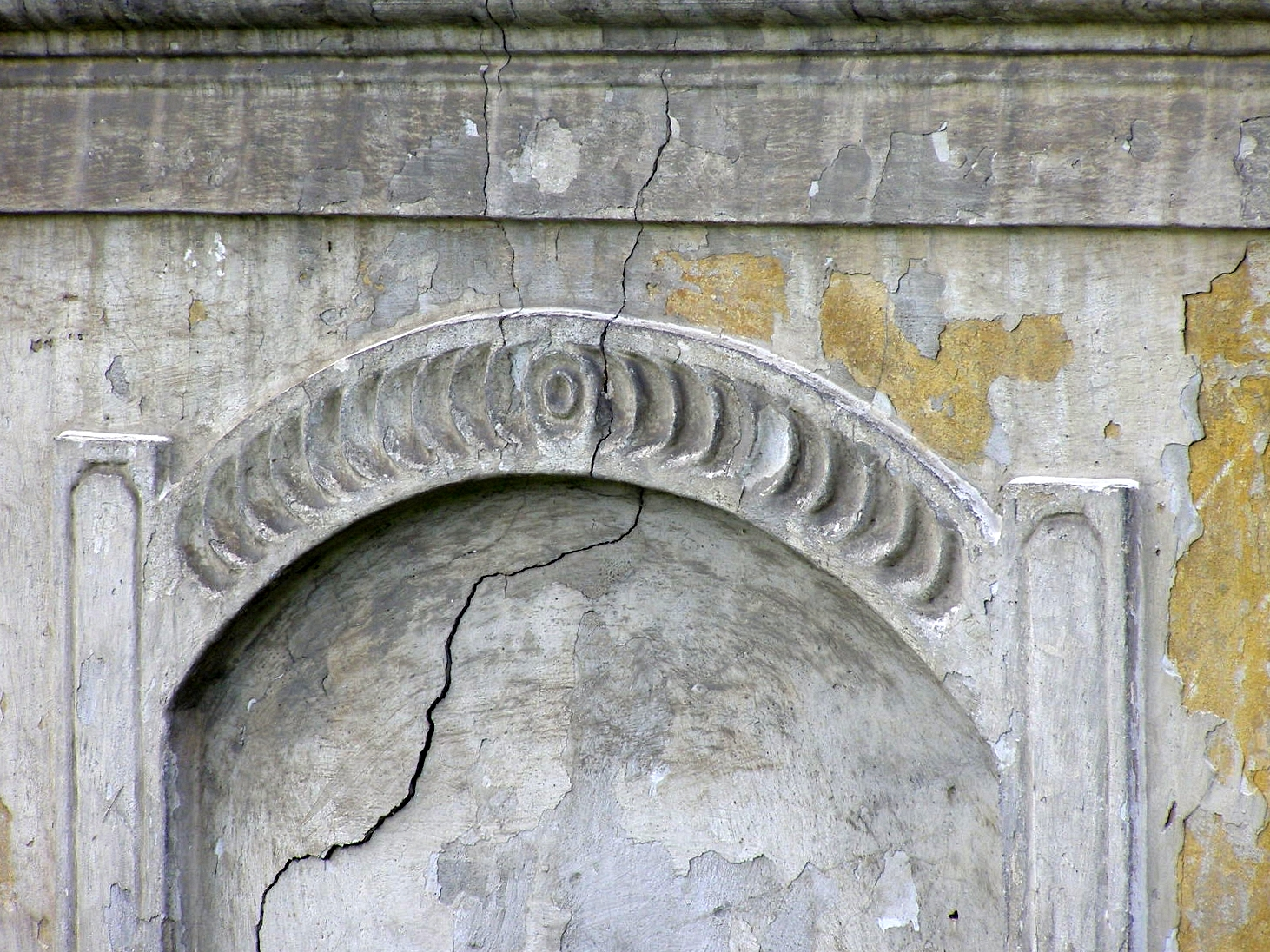
Element architekt. dworu
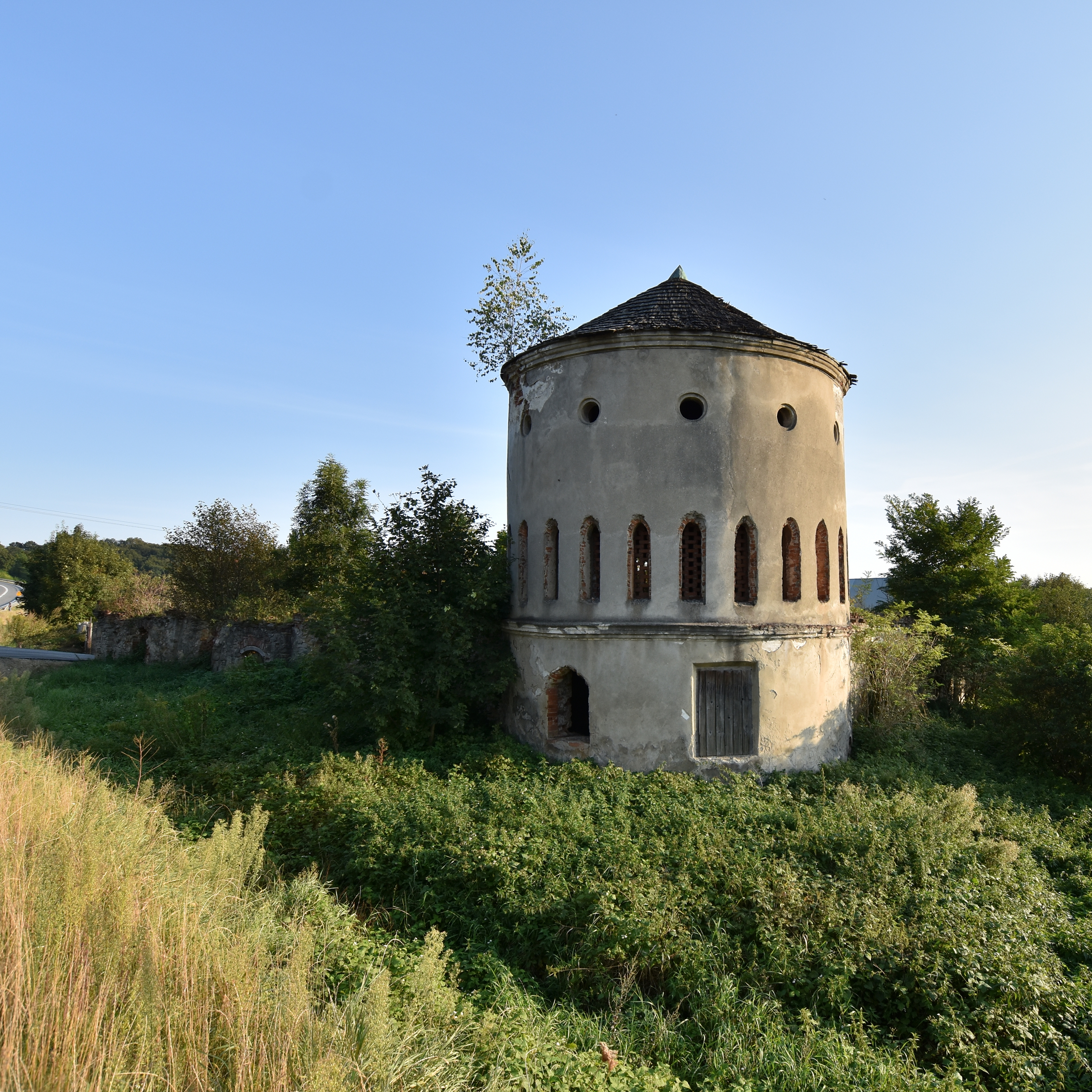
Fragment zabudowy folwarku z silosem
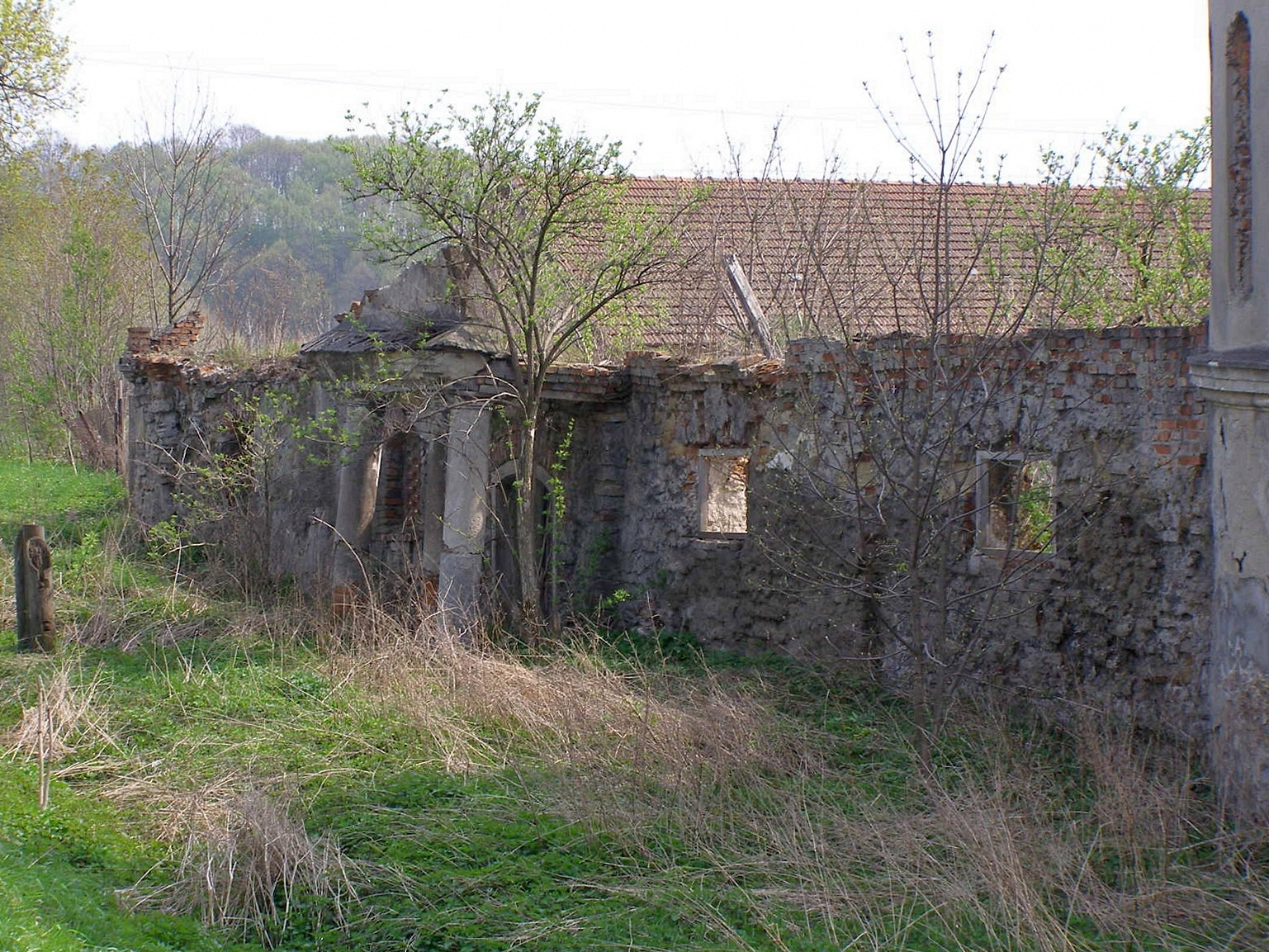
Fragment zabudowy folwarku